# Eilema albeola
Eilema albeola är en fjärilsart som beskrevs av Jacob Hübner 1827. Eilema albeola ingår i släktet Eilema och familjen björnspinnare. Inga underarter finns listade i Catalogue of Life.